# Список номеров комикса «Майор Гром»
«Майор Гром» — серия комиксов издательства Bubble  о петербуржском майоре МВД Игоре Громе и публиковавшаяся в период с 2012 по 2017 год. Выпуски «Майора Грома» издавались в период с 8 октября 2012 по 24 декабря 2016 каждое 5 число месяца. Сюжет комикса переплетается с другими сериями издательства Bubble: «Красной Фурией», «Бесобоем» и «Иноком». Напрямую главные герои перечисленных серий пересекаются в арке-кроссовере «Время Ворона», к событиям которого относятся 38—41 выпуски «Майора Грома».

## Список номеров
| № | Заглавие                                   | Сценарист(ы)                     | Художник(и)                                                                                          | Колорист(ы)                                                          | Дата выхода      | ISBN                   |
| --- | ------------------------------------------ | -------------------------------- | --- | -------------------------------------------------------------------- | ---------------- | ---------------------- |
| 1 | Чумной Доктор — книга первая               | Артём Габрелянов Евгений Федотов | Константин Тарасов Анастасия Ким Юлиана Попова Арсений Чебынкин                                      | Антон Старцев Александра Счастливая                                  | 1 октября 2014   | ISBN 978-5-907553-41-5 |
| Список номеров: - 1. Чумной Доктор — часть 1 - 2. Чумной Доктор — часть 2 - 3. Чумной Доктор — часть 3 - 4. Бабочки в животе; Ва-банк - 5. Чумной Доктор — часть 4 - 6. Чумной Доктор — часть 5 |                                            |                                  | |                                                                      |                  |                        |
| В Санкт-Петербурге убийца в маске чумного доктора, называющий себя «Гражданином», сжигает сына прокурора Кирилла Гречкина в машине, в которой он годом ранее сбил насмерть двух студентов. Дело берутся расследовать полицейский майор Игорь Гром и его новый напарник Дима Дубин. Между делом Игорь спасает от ограбления девушку, которая оказывается журналисткой Юлией Пчёлкиной и впоследствии заводит с ним отношения. Гражданин получает общественную популярность и поддержку в социальной сети «Вместе» в качестве народного мстителя и, пока Гром расследует его дело, с большой театральностью и апломбом совершает новые убийства — новыми жертвами становятся «оборотень в погонах» Иван Сорокин и коррумпированный врач Геннадий Зильченко. Когда Чумной Доктор казнит Альберта Бехтиева, бизнесмена-застройщика, сносившего исторические здания, Гром вступает с ним противостояние, но упускает его, оставив крестообразный порез у него на груди. Гром приходит к выводу, что Гражданином является кандидат в мэры города Николай Каменный, но обвинение оказывается ошибочным, и его отстраняют от дела. После этого Гром с Юлей идут на открытие детдома, построенного на пожертвования пользователей социальной сети «Вместе». Гром узнаёт в основателе соцсети Сергее Разумовском убийцу, но тот внезапно сам признаёт себя «Гражданином». После этого кто-то оглушает Грома. В сюжетах «Бабочки в животе» и «Ва-банк» показаны события из прошлого Димы Дубина и Игоря Грома, соответственно.                     |                                            |                                  | |                                                                      |                  |                        |
| № | Заглавие                                   | Сценарист(ы)                     | Художник(и)                                                                                          | Колорист(ы)                                                          | Дата выхода      | ISBN                   |
| 2 | Чумной Доктор — книга вторая               | Артём Габрелянов Евгений Федотов | Анастасия Ким Константин Тарасов Евгений Федотов                                                     | Александра Счастливая                                                | 20 декабря 2014  | ISBN 978-5-9905844-5-7 |
| Список номеров: - 7. Чумной Доктор — часть 6 - 8. Чумной Доктор — часть 7 - 9. Чумной Доктор — часть 8 - 10. Чумной Доктор — эпилог |                                            |                                  | |                                                                      |                  |                        |
| Придя в себя, Гром узнаёт, что в городе начались беспорядки, вызванные раскрытием личности «Гражданина». От Юли Игорь узнаёт об особняке Разумовского за городом и пытается туда проникнуть, но Разумовский берёт его в плен. После Разумовский рассказывает ему о том, что всегда ощущал себя белой вороной и хотел изменить мир к лучшему. Основав соцсеть и разбогатев, Разумовский построил в особняке «Сад грешников», куда ему свозили пьяниц и бомжей, которым он, как и сейчас Грому, вкалывал яд-промедол, и заставлял проходить через смертельные ловушки ради противоядия — так он «очищал» улицы города от людей, которых считал мусором. Бехтиев построил Сад, Зильченко поставлял промедол, ловушки конструировал Гречкин, а Сорокин привозил бомжей. Когда Сорокин по ошибке привёз в Сад известного блогера Ивана Пенькова, Разумовскому пришлось убить его как свидетеля, и его сообщники, не сумев замести следы, решили выйти из игры. Разумовский создал легенду о «Гражданине», чтобы убить своих бывших сообщников и не дать им раскрыть о себе правду, а заодно получить популярность у народа и политическую власть. Игорь успешно преодолевает все препятствия, а действие промедола он нейтрализовал, заранее приняв антидот-налтрексон. Когда приезжают Юля и Дима, Игорю удаётся взять Разумовского под стражу, записав все его признания в преступлениях на спрятанный диктофон. После победы над Доктором Гром удаля етвсю информацию о себе из соцсети «Вместе», чтобы обезопасить себя и своих близких. |                                            |                                  | |                                                                      |                  |                        |
| № | Заглавие                                   | Сценарист(ы)                     | Художник(и)                                                                                          | Колорист(ы)                                                          | Дата выхода      | ISBN                   |
| 3 | День святого Патрика                       | Артём Габрелянов Иван Скороходов | Анастасия Ким Екатерина Менабде Анастасия Глазунова Юлия Журавлёва Мария Швиденко Константин Тарасов | Алёна Карпова Татьяна Якубец Юлия Журавлёва                          | 21 марта 2015    | ISBN 978-5-9906506-1-9 |
| Список номеров: - 11. День святого Патрика — часть 1 - 12. День святого Патрика — часть 2 - 13. День святого Патрика — часть 3 - 14. День святого Патрика — часть 4 - 15. День святого Патрика — часть 5 - 16. День святого Патрика — часть 6 - 17. День святого Патрика — часть 7 - 18. День святого Патрика — часть 8 |                                            |                                  | |                                                                      |                  |                        |
| После дела Чумного Доктора Игорь со своей новой девушкой Юлей едут на отпуск в Дублин, Ирландию, где должен начаться национальный праздник, день святого Патрика. Там Юлию похищает группировка ирландских террористов «Дети святого Патрика», которые также по приказу оружейного барона Августа ван дер Хольта намерены совершить покушение на британскую королеву, приехавшую в Дублин. Грому удаётся предотвратить покушение и вызволить Юлю. |                                            |                                  | |                                                                      |                  |                        |
| № | Заглавие                                   | Сценарист(ы)                     | Художник(и)                                                                                          | Колорист(ы)                                                          | Дата выхода      | ISBN                   |
| 4 | Как в сказке                               | Артём Габрелянов Евгений Федотов | Юлия Журавлёва Екатерина Менабде Анастасия Ким                                                       | Татьяна Якубец Анастасия Глазунова Анна Сидорова Маргарита Каблукова | 1 октября 2015   | ISBN 978-5-9907068-4-2 |
| Список номеров: - 19. Как в сказке — часть 1 - 20. Как в сказке — часть 2 - 21. Как в сказке — часть 3 - 22. Как в сказке — часть 4 - 23. Как в сказке — часть 5 - 24. Как в сказке — часть 6 |                                            |                                  | |                                                                      |                  |                        |
| Гром расследует дело о банде грабительниц банка, маскирующихся под диснеевских принцесс: Ариэль, Жасмин и Золушку. Напарницей Грома становится сотрудница полиции Анна Архипова, которая отчитывает Грома за его грубые методы и пытается его соблазнить. В конце концов, Игорю удаётся вычислить преступниц и остановить их, но в процессе «Ариэль» и «Жасмин» гибнут — «Жасмин» оказывается Архипова, которая пошла на преступление ради подруги, «Золушки». «Золушкой» оказывается Ольга Исаева — дочь директора банка, которая собрала банду, чтобы отомстить своему отцу, который, как ей казалось, разрушил её семью и сломал жизнь её матери. В конечном итоге, отец Ольги погибает от остановки сердца, после чего она выясняет, что на самом деле он не был виноват в распаде её семьи, и что на самом деле это её мать была шантажисткой. Гром говорит, что не собирается её арестовывать, так как она и так сама себя наказала. Не в силах вынести потери отца и подруг, Исаева кончает жизнь самоубийством. |                                            |                                  | |                                                                      |                  |                        |
| № | Заглавие                                   | Сценарист(ы)                     | Художник(и)                                                                                          | Колорист(ы)                                                          | Дата выхода      | ISBN                   |
| 5 | Игра                                       | Артём Габрелянов                 | Анастасия Ким Нина Вакуева Андрей Родин Анна Рудь                                                    | Лада Акишина Татьяна Якубец Маргарита Каблукова                      | 13 марта 2016    | ISBN 978-5-9907605-2-3 |
| Список номеров: - 25. Игра — часть 1 - 26. Игра — часть 2 - 27. Игра — часть 3 - 28. Игра — часть 4 - 29. Игра — часть 5 - 30. Игра — часть 6 - 31. Игра — часть 7 - 32. Игра — часть 8 - 33. Игра — часть 9 |                                            |                                  | |                                                                      |                  |                        |
| Сергей Разумовский сбегает из тюрьмы с помощью своего друга детства и наёмника Олега Волкова, чтобы отомстить Игорю Грому. Юля устраивает Игорю праздник в честь его дня рождения, куда зовёт всех его друзей и близких. Разумовский закладывает бомбы по всему Петербургу и предлагает Игорю попытаться предотвратить взрывы. Затем Разумовский похищает родных и близких Грома и отправляет ему фотографию, на которой демонстрирует своих заложников. Дабы освободить тех, кто ему дорог, Грому приходится отправиться в Венецию сыграть в смертельную игру Разумовского на его условиях: он должен сыграть с Разумовским партию в шахматы, где потеря каждой его фигуры приводит к смерти одного из его родных и близких в плену. Всех спасти не удаётся, и многие близкие героя, в том числе его возлюбленная Юлия Пчёлкина, погибают от рук Чумного Доктора, после чего Разумовского, удовлетворённого местью, снова заключают под стражу. |                                            |                                  | |                                                                      |                  |                        |
| № | Заглавие                                   | Сценарист(ы)                     | Художник(и)                                                                                          | Колорист(ы)                                                          | Дата выхода      | ISBN                   |
| 6 | Голоса                                     | Артём Габрелянов                 | Андрей Родин Анна Рудь                                                                               | Маргарита Каблукова Кирилл Перепелицын                               | 8 июля 2016      | ISBN 978-5-9908270-0-4 |
| Список номеров: - 34. Голоса — часть 1 - 35. Голоса — часть 2 - 36. Голоса — часть 3 - 37. Голоса — часть 4 |                                            |                                  | |                                                                      |                  |                        |
| Проходит некоторое время, Гром пытается оправиться после смерти Юли. Чтобы отвлечься от скорби, он начинает уделять всё своё время работе. Он берёт дело о массовом исчезновении детей и в ходе расследования устанавливает причину исчезновений — похищения. Гром ловит похитителя — археолога Сергея Юрасова — и последний признаётся, что крал детей, рядом с которыми слышал голоса людей, — потенциальных жертв выросших детей. По его словам, способность слышать голоса пришла ему после того, как он на раскопках нашёл шлем мифического бога Кутха и порезался об него. Майор решает заглянуть в музей, в котором хранилась реликвия, чтобы лично взглянуть на неё, но вместо этого ему сообщают, что она была украдена. Возвратившись в отделение, он узнаёт, что новичок, с которым он работал при поиске детей, отправился в город, чтобы взять под арест Юрасова — тот признался ему в двойном убийстве. В сообщении, оставленном похитителем на автоответчике Грома, похититель говорит, что из-за того что тюрьмы ему не избежать, он решил убить новичка, ибо тот был слишком опасен, а затем и себя, что и должно стать тем самым двойным убийством. Гром начинает размышлять и приходит к выводу, что смерть одного человека может спасти жизни десятков других, после чего принимает решение убить Разумовского. |                                            |                                  | |                                                                      |                  |                        |
| № | Заглавие                                   | Сценарист(ы)                     | Художник(и)                                                                                          | Колорист(ы)                                                          | Дата выхода      | ISBN                   |
| 7 | Майор Гром и Красная Фурия — В сердце тьмы | Артём Габрелянов                 | Нина Вакуева Анна Рудь Маргарита Каблукова                                                           | Наталья Мартинович Кирилл Перепелицын                                | 19 сентября 2016 | ISBN 978-5-9908270-8-0 |
| Список номеров: - 38. Одержимость - Прозрение (Красная Фурия №38) - 39. Чувство долга - Отражение (Красная Фурия №39) - 40. В сердце тьмы — часть 1 - В сердце тьмы — часть 2 (Красная Фурия №40) - 41. Идеальный день - Крах (Красная Фурия №41) |                                            |                                  | |                                                                      |                  |                        |
| Гром пытается убить Разумовского при переводе того в другую тюрьму, однако последнего похищают «Дети святого Патрика» по приказу Хольта и отвозят в Сибирь, чтобы тот стал телом-вместилищем для бога-ворона Кутха. По пути Гром встречает команду «МАК» вместе с Никой Чайкиной, известной как Красная Фурия, и предлагает им свою помощь. Узнав, что Гром ищет Разумовского, чтобы отомстить, Ника пытается внушить ему, что месть не приведёт ни к чему хорошему, и единственный выход для Игоря — жить дальше. Игорь и Ника прибывают в Сибирь, где застают Кутха, пленившего Инока. Герои вступают в бой со злодеем, но проигрывают. Кутх превращает Грома в монстра и тому начинает сниться сон, где Юля Пчёлкина жива. Когда майор осознаёт, что происходящее нереально, она резко меняется в настроении, даёт майору осколок стекла и призывает убить Разумовского, оказавшегося прямо перед Игорем. Гром отказывается, заявив, что прощает убийцу, тем самым пробудив светлого Кутха. |                                            |                                  | |                                                                      |                  |                        |
| № | Заглавие                                   | Сценарист(ы)                     | Художник(и)                                                                                          | Колорист(ы)                                                          | Дата выхода      | ISBN                   |
| 8 | Последнее дело                             | Артём Габрелянов Роман Котков    | Эдуард Петрович Андрей Васин                                                                         | Анна Сидорова Нина Вакуева Наталья Нестеренко                        | 1 июня 2017      | ISBN 978-5-9500084-0-5 |
| Список номеров: - 42. Загадка сфинкса — часть 1 - 43. Загадка сфинкса — часть 2 - 44. Загадка сфинкса — часть 3 - 45. Последнее дело — часть 1 - 46. Последнее дело — часть 2 - 47. Последнее дело — часть 3 - 48. Последнее дело — часть 4 - 49. Последнее дело — часть 5 - 50. Последнее дело — часть 6 |                                            |                                  | |                                                                      |                  |                        |
| Гром начинает принимать экспериментальные антидепрессанты, которые помогают ему подавить галлюцинации и спасти свою жизнь в борьбе с убийцей-гипнотизёром, называющим себя Сфинксом. Продолжая принимать лекарство, Гром вступает в борьбу с наркомафией и криминальным авторитетом, известным как «Тень». Майор узнаёт, что когда-то следователь по имени Илья Косыгин почти расправился с наркомафией в городе, но был убит. Позже Грома находит якобы сам Косыгин, который объясняет, что решил инсценировать свою смерть после покушения на жизнь и «залечь на дно»; он предлагает Грому свою помощь. Найдя правую руку «Тени», человека по имени Заур, они заставляют его привести их к «Тени». По прибытии Косыгин вырубает Грома и убивает Заура, а затем «Тень» и его семью. Пришедший в себя Гром предотвращает убийство внука «Тени», но упускает Косыгина. Позже, на приёме у своего психиатра, Вениамина Рубинштейна, Гром рассказывает обо всём произошедшем. Выслушав его, психиатр приходит к выводу, что побочные эффекты от антидепрессанта вызвали у Грома раздвоение личности, и все убийства, совершённые «Косыгиным», в действительности дело рук самого Грома. Комикс кончается на том, что Гром попадает в психлечебницу. |                                            |                                  | |                                                                      |                  |                        |